# ソブリン (客船)
ソブリン・オブ・ザ・シーズ（Sovereign of the Seas）は、ロイヤル・カリビアン・クルーズ・ライン（現：ロイヤル・カリビアン・インターナショナル）が運航していたクルーズ客船。クルーズ客船の大型化の先鞭をつけた客船である。

## 概要
ソブリン・オブ・ザ・シーズ級の1番船で、1987年12月19日、フランスのアトランティーク造船所で竣工。船価は1億8,350万ドル。1988年1月15日にマイアミで行われた命名式にて、前大統領夫人ロザリン・カーターによって命名され、1月16日よりカリブ海クルーズに就航した。竣工当時、ノルウィージャン・クルーズ・ライン(NCL)の「ノルウェー」を抜いて世界最大の客船であり、また、引退・解体されたものも含めた客船史上でも「クイーン・エリザベス」、「ノルマンディ」、「クイーン・メリー」に次ぐ第4位の大きさであった。
2008年にプルマントゥール・クルーズに移籍し、「ソブリン（Sovereign）」と改名した。その後もプルマントゥールで活動していたが、2020年のCOVID-19の大流行によって、プルマントゥールが破綻。行き場を失ってしまった彼女は結局、2020年の7月に解体されてしまった。

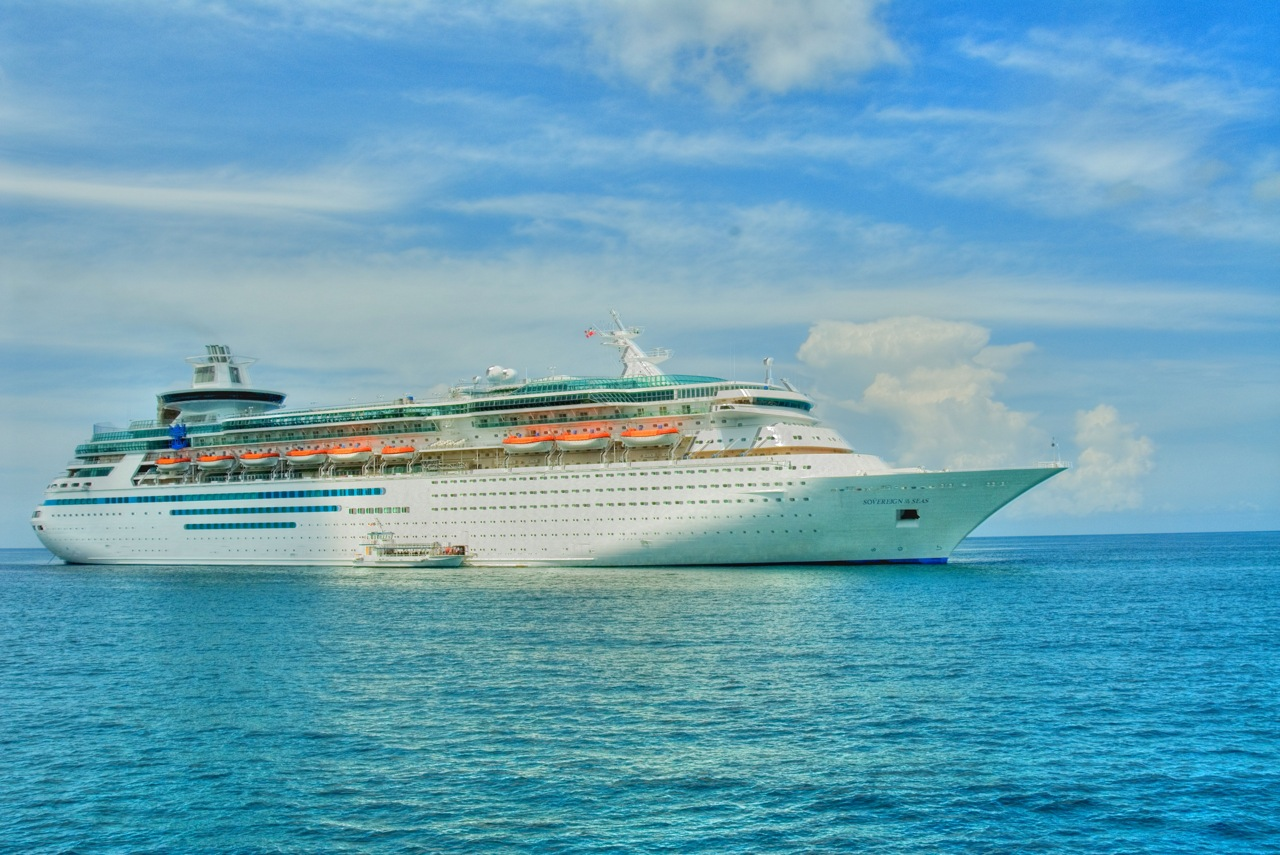
ソブリン・オブ・ザ・シーズ

## 同型船
2、3番船は改良され総トン数、船客定員が増大したため、準同型としてモナーク・オブ・ザ・シーズ級とも呼ばれる。
- 2番船　「モナーク・オブ・ザ・シーズ（Monarch of the Seas）」

1991年10月18日竣工。    2013年にプルマントゥール・クルーズに移籍し、モナーク（Monarch）と改名。
- 3番船　「マジェスティ・オブ・ザ・シーズ（Majesty of the Seas）」

1992年3月竣工。

## 建造の経緯とその影響
1970年代には2万トンクラスで営業していた各クルーズ会社であったが、1980年代にもなると船の大型化を模索。NCLで当時、係留されていたオーシャンライナー「フランス」を購入、「ノルウェー」と改名として営業に投入、これがメガシップ化の嚆矢であった。これに続いてロイヤルカリビアンも4万トン級のソング・オブ・アメリカを投入、カーニバルも5万トクラスを立て続けに導入、大型化の機運が高まっていた中、7万トンを超えるクルーズ客船として初めて建造されたのがソブリンであった。
ソブリンはその当時、世界最大というキャパシィと絢爛豪華な内装で好評を博し、カリブ海クルーズの乗客数を倍増。そして、ソブリンの投入によって、船を大型化すればするほど乗客1人当たりの建造単価や動力費、人件費などのコストが減り、収益を倍増させることが出来ることが判明した。しかし、現場では船の大型化への迷いもあり、メガシップの建造計画での対応が各社の命運を左右することとなる。
- NCLは大型化への先鞭をつけたにもかかわらず、4万クラスで船隊を整備
- ロイヤルカリビアンはソブリンの4年後にモナーク・オブ・ザ・シーズを建造。同社首脳も「7万トンクラスよりも、一回り小さいサイズが良いのではないか」と発言。後にメガシップ建造に転換。
- カーニバルは7万クラスのファンタジー級を大量に建造。

その結果、1999年第1四半期の経営収支は
| 会社名             | 売り上げ      | 利益          | 利益率 |
| カーニバル         | 7億4800万ドル | 1億5800万ドル | 0.21   |
| ロイヤルカリビアン | 6億1000万ドル | 9000万ドル    | 0.15   |
| NCL                | 1億9800万ドル | 100万ドル     | 0.005  |
| スタークルーズ     | 8800万ドル    | 1600万ドル    | 0.18   |

迷わずメガシップ化に踏み切ったカーニバルが世界最大のクルーズ会社になる一方、メガシップ化の流れを無視したNCLはカーニバルの利益とほぼ同額程度にしか売り上げることが出来なかった上に利益率も悪化、後に後発のスタークルーズの傘下になってしまう。ソブリンを建造したロイヤルカリビアンは途中からメガシップ建造に踏み切ったためNCLのような没落を免れたが、プリンセス系列の買収競争でカーニバルに敗れたこともあって業界2番手の座を強いられることとなった。
(この項目の出典は『世界の艦船』2000年2月号 No.564)